# Das Glück von Grinzing
Das Glück von Grinzing ist eine tschechoslowakische Spielfilmromanze aus dem Jahre 1933 des unmittelbar zuvor aus Hitler-Deutschland geflohenen Wiener Kameramanns Otto Kanturek, der hiermit sein Regiedebüt gab. In den Hauptrollen sind Ivan Petrovich und Gretl Theimer zu sehen.

## Handlung
In der Biedermeier-Zeit im kleinen Wiener Vorort Grinzing, der sich vor allem durch seine beträchtliche Anzahl an Weinschenken auszeichnet, betreibt der Wirt Franz Weigl ein hübsches Heurigerlokal. Vor knapp zwei Jahrzehnten hatte er ein Kind als das Seinige angenommen, doch die kleine Liesl entstammte in Wahrheit einem Seitensprung des verheirateten Grafen Lubetzky. Damals musste der Gastwirt bei der Übernahme dem Adeligen versprechen, Liesl niemals etwas über ihre wahre Herkunft verraten. Liesl ist in all den Jahren zu einem netten, hübschen Mädchen herangewachsen und bei den Gästen, auch aufgrund ihrer Gesangskünste, sehr beliebt. Ihr Herz gehört dem feschen Postillon Hans Martin. Als die Tante des alten Grafen nunmehr plant, ihr Testament zu machen, kommt die Wahrheit über Liesls Herkunft an den Tag. Von Seiten der Lubetzkys heißt dies, Liesl soll fortan zu einer echten Dame vom Stand umerzogen werden, und natürlich gehört dazu auch die Suche nach einem adäquaten Ehemann. Der Postillon hätte damit bei ihr austrompetet, denn als standesgemäß ebenbürtig kann der nun wirklich nicht mehr gelten. Das wirft das junge Glück in starke emotionale Turbulenzen.
Liesl kann sich ihrem neuen Leben mit einer gräflichen Erziehung nicht entziehen. Einen Ehekandidaten hat man ebenfalls ausgemacht, es ist der junge und etwas einfältige Graf Willner. Als es anlässlich ihres 20. Geburtstags zu beider Verlobung kommen soll, reist sogar die alte Gräfin nach Wien an, um dem Paar ihren Segen zu geben. Anlässlich der Verlobungsfeier wird die einstige Heurigensängerin gebeten, ein Lied zum Besten zu geben. Liesl wählt ein klassisches Wienerlied aus, und schlagartig überkommt sie das Heimweh nach Grinzing und ihrer großen Liebe Hans. Übermannt von ihren Gefühlen, läuft sie von ihrem eigenen Fest davon. Die alte Gräfin Lubetzky, die kaum etwas von Liesls Biografie weiß, versucht sich deren Verhaltensweise zu erklären und beginnt nun Nachforschungen zu betreiben. Als sie von Liesls Grinzing-Vergangenheit erfährt und auch davon, wie die Vaterschaft ihres Neffen jahrelang verheimlicht wurde, kann sie die junge Frau viel besser verstehen. Die Gräfin will nun nicht länger Liesl zu einer Ehe mit einem ungeliebten Mann drängen und stattdessen ihr privates Glück fördern. Und so kann die kleine gräfliche Heurigensängerin ihren Postillon heiraten und wird darüber hinaus finanziell ordentlich unterstützt.

## Produktionsnotizen
Das Glück von Grinzing entstand im Sommer 1933 an tschechoslowakischen Drehorten (Liběchov) und erlebte am 27. Oktober desselben Jahres in Wien seine Uraufführung. In Österreich lief der Streifen bisweilen auch unter dem Titelt „Verklungene Zeiten“. Eine deutsche Premiere hat es aufgrund der jüdischen Konfession einiger Beteiligten nicht gegeben.
Bohumil Heš gestaltete die Filmbauten.
Die tschechischsprachige Version diesen Films hieß „V tom domečku pod Emauzy“. Nur die Tschechen der deutschen Version wirkten auch in der tschechischen Fassung mit.

## Kritiken
In der Besprechung der Innsbrucker Nachrichten war zu lesen: „Mit dieser reizenden Alt-Wiener Operette kommen wieder wunderhübsche Musik, bezaubernde frauliche Anmut und feinster, unaufdringlicher Humor zu ihrem Recht.“
Für das Kino-Journal war Das Glück von Grinzing „ein liebenswürdiger Film, mit reizenden Einfällen ausgestattet, dem man anmerkt, mit welcher Sorgfalt der Regisseur seine Aufgabe zu lösen bemüht war“ und verortete eine „schlichte Handlung mit viel Verständnis für das Volkstümliche, mit herzhaftem Humor, aber auch mit einem Schuß ins Ironische ausgestattet“.
Die Badener Zeitung blies ins selbe Horn: „Anheimelnde Filmgeschehnisse fügen sich in einen gefälligen Rahmen, Heiteres und Ernstes belebt das geschmackvolle, buntlebendige Szenenbild, das die hübsche ins Ohr gehende Musik angenehm untermalt.“